# Nyahururu
Nyahururu – miasto w Kenii, w hrabstwie Laikipia, położone w zachodniej części kraju. Miasto założyli brytyjscy kolonialiści pod pierwotną nazwą Thompson Falls. 
Według Spisu Powszechnego w 2019 roku liczba ludności miasta wynosiła 37 650.
Najbardziej znanym mieszkańcem miasta był maratończyk Samuel Wanjiru (1986-2011).